# Scânteia (okręg Jałomica)
Scânteia – wieś w Rumunii, w okręgu Jałomica, w gminie Scânteia. W 2011 roku liczyła 2773 mieszkańców.